# Konjiška gora
Konjiška gora (Konjiško hribovje) je podolgovato pogorje z več vrhovi (najvišji Stolpnik, 1012 mnm), ki geološko in geografsko gledano predstavlja najbolj vzhodne odrastke Karavank (t.i. Vitanjsko-Konjiške Karavanke). 
Vitanjsko-Konjiške Karavanke se kot Bočko pogorje nadaljujejo z Bočem (978 mnm), z Donačko goro (884 mnm) in Macljem ter se zatem izravnajo v Panonsko nižino. Konjiška gora tvori naravno pregrado med Dravinjskimi goricami  z Dravinjsko dolino  in Celjsko kotlino.
Na zahodni strani Konjiška gora meji na dolino potoka Tesnice (tudi Frankolovski potok), na vzhodni strani pa na potok Žičnico s sotesko Sotensko.

## Nastanek in značilnosti
Konjiško goro sestavljajo triasni apnenci in dolomiti, na jugovzhodni strani so permske kamnine.
Osnovna značilnost tega apnenčasto-dolomitnega pogorja so ostre reliefne oblike, ki so posledica odsotnosti preperevanja kamnin. Padavinska voda na pogorju ne odteka površinsko, temveč ponikne v notranjost in prodre na površino v obliki izvirov na vznožju, zato se ponekod pojavljajo vrtače in manjše jame. Na strmih, z gozdom pokritih pobočjih so se razvile rendzine, na manj strmih legah pa pokarbonatne prsti. Rendzine merijo v globino od 10 do 30 cm, so črne, temno rjave ali temnordeče rjave barve. Kljub razmeroma visoki količini padavin so rendzine na južnih legah sušne, zato na njih uspevajo termofilne rastline (črni gaber, puhasti hrast). Pokarbonatne prsti so globlje in jih večinoma prekrivajo bukovi gozdovi, le na reliefno primernih mestih so travniki.
Iz glavnega grebena Konjiške gore izstopa sedem vrhov. Na zahodu je Jurjev vrh (674 mnm), sledijo mu Srobotni vrh (996 mnm), najvišji vrh Stolpnik (1012 mnm), Jelenov vrh (924 mnm), Tolsti vrh (870 mnm), Babič (749 mnm) in Golo rebro (600 mnm).

### Grad Konjice
Na severozahodnem robu Konjiške gore je eden najstarejših gradov v Sloveniji, iz 12. stoletja. Prvi lastniki Konjiškega gradu so bili konjiški gospodje. Stari grad je v razvalinah, ohranjen je le romanski obrambni stolp.

### 14. divizija NOVJ
Med drugo svetovno vojno se je na širšem območju gore bojevala partizanska 14. divizija, januarja 1945 je imela v spopadih med Konjiško goro in Dramljami precejšnje izgube.

## Stolpnik (1012 mnm)

### Dostop
Od pokopališke cerkve sv. Ane na Zgornji Pristavi smerokazi na zgornji vzhodni strani pokopališča usmerjajo do razvalin starega gradu. Pod gradom leva pot vodi na Razgledno skalo (777 mnm) in naprej proti kartuziji, pot proti Stolpniku pa vodi navzdol po gozdni cesti na lokalno cesto, ki je speljana iz Konjic preko Konjiške gore. Markacije usmerjajo po tej cesti navzgor, po 100 metrih pa zavijemo s ceste levo navzgor. Po strmem začetnem delu pot prečka prej omenjeno cesto, na predelu imenovanem Velika Ravna. Pešpot se nadaljuje po lovski stezi skozi že zaraslo poseko. 
Steza se nato nekoliko spusti navzdol, do zelo razgledne gozdne ceste, ki se polagoma rahlo vzpenja vse do razpotja pri Grofovem štantu (820 m), tj. prevalu med najvišjim Stolpnikom na zahodu in vzhodno ležečim Jelenovim vrhom. Pot se pri lovski koči po gozdni vlaki proti severozahodu vzpne na pobočje Stolpnika in do razglednega stolpa. 

#### Drugi planinski dostopi na Stolpnik
- od gozdarske koče pri Štepihu (830 mnm), do koder je možen dovoz z avtomobilom iz Konjic (6 km) ali Stranic (cca. 1/2 ure hoje)
- Južni pristop iz Črešnic (517 mnm): začetek markirane poti pri cerkvi, do gozdnega roba, nato vso pot po gozdu, (cca. 1 ura in 15 min hoje)
- s Stranic (445 mnm) preko Bukovja po poti 14. divizije in mimo gozdarske koče pri Štepihu na vrh (cca. 1 ura in 30 min hoje)
- od Žičke Kartuzije (425 mnm) po cesti proti Črešnjicam, nato po poti 14.divizije, na Kamno Goro in preko Grofovega štanta na vrh (cca. 1 ura in 45 min hoje)
- iz Vojnika (270 mnm) preko Tomaža na Kladnart in v Stare Slemene ter nato po poti 14. divizije na Kamno Goro in preko Grofovega štanta na vrh. (Iz Starih Slemen cca. 1 ura in 30 min hoje, iz Vojnika cca. 4 ure in 30 min hoje)

## Rastlinstvo
Po slemenu Konjiške gore poteka meja med ilirskim in srednjeevropskim rastlinstvom. Poraščena je z bukovimi in jelovo-bukovimi gozdovi, poselitev in prometnice so segle le na obrobje. 
V Sotenjskem, v okolici kamnoloma v Žičah, raste botanična posebnost, žički grobeljnik (Alyssum montanum ssp. pluscanescens). V Sloveniji uspeva le na tem mestu, poleg tega rastišča pa so ga do zdaj odkrili le v okolici Samoborja na Hrvaškem. Rastlino je opisal nemški botanik Johann Baumgarten, ravno po primerkih iz Žič.

## Šport
Pod Srobotnim vrhom je vzletišče za jadralne padalce.